# José Antonio de Aragón-Azlor y Pignatelli de Aragón
José Antonio de Aragón-Azlor y Pignatelli de Aragón (Madrid, 21 d'octubre de 1785 – 3 de maig de 1852) fou un aristòcrata i historiador espanyol, acadèmic de la Reial Acadèmia de la Història.

## Biografia
Era fill de Juan Pablo de Aragón-Azlor, XI duc de Vilafermosa i de María Manuela Pignatelli y Gonzaga. A la mort del seu pare heretà els seus títols: XIII Duc de Vilafermosa, XI comte de Sinarcas, X comte del Real, VIII duc de la Palata, VII príncep di Massalubrense, X comte de Luna, VI marquès de Cábrega, VI comte de Guara, vescomte de Xelva, vescomte de Villanova i I comte de Moita. Es casà amb María del Carmen Teresa Fernández de Córdoba y Pacheco, filla del marquès de Malpica.
Participà en l'aixecament del 2 de maig de 1808 a Madrid i després va marxar a Saragossa per participar en la seva defensa durant el setge de 1808 sota les ordres del general José de Palafox y Melci. Com que va oposar a la rendició i no volgué prestar jurament de lleialtat a Josep I, fou fet presoner i deportat a França, d'on no va tornar fins a la marxa d'Espanya de les tropes franceses.
Era cavaller de l'Orde de Montesa i el 2 de setembre de 1824 fou guardonat amb la gran creu de l'Orde de Carles III. De 1834 a 1836 formà part de l'Estamento de Próceres. El 30 d'abril de 1847 fou nomenat acadèmic de la Reial Acadèmia de la Història. També va exercir com a ambaixador a França i Portugal.